# Coeliccia resecta
Coeliccia resecta är en trollsländeart som beskrevs av Maurits Anne Lieftinck 1953. Coeliccia resecta ingår i släktet Coeliccia och familjen flodflicksländor. Inga underarter finns listade i Catalogue of Life.